# Palacio de Amalienborg
El Palacio de Amalienborg (en danés: Amalienborg Slot) es la residencia de la familia real danesa en Copenhague. Está compuesta por cuatro edificios de estilo rococó, realizados por el arquitecto Nicolai Eigtved entre 1750 y 1768, como residencia de diferentes familias de la nobleza danesa. Se convirtieron en residencia real en 1794 cuando un incendio destruyó el Palacio real de Copenhague. Actualmente, la Familia Real danesa lo usa como residencia de invierno.
Los cuatro palacios que conforman Amalienborg son:
- Palacio de Cristián VII o Palacio Moltke: es el palacio suroeste, usado para visitas oficiales.
- Palacio de Cristián VIII o Palacio Levetzau: es el palacio noroeste, residencia del rey Federico X de Dinamarca hasta el 2004.
- Palacio de Federico VIII o Palacio Brockdorff: es el palacio noreste, fue la residencia de la reina Íngrid de Suecia hasta su muerte en el año 2000; está siendo restaurado para convertirse en la residencia del rey Federico X.
- Palacio de Cristián IX o Palacio Schack: es el palacio sureste, residencia de la reina Margarita desde 1967.

Normalmente solo los palacios de Christian VII y de Christian VIII están abiertos al público.